# إدوارد غلاس
إدوارد غلاس (بالألمانية: Eduard Glass)‏ هو لاعب شطرنج نمساوي، ولد في 1902، وتوفي في 1980.

## وصلات خارجية
- إدوارد غلاس على موقع مباريات الشطرنج (الإنجليزية)
- إدوارد غلاس على موقع 365Chess.com (الإنجليزية)
- إدوارد غلاس سجل أولمبياد الشطرنج على موقع OlimpBase.org (الإنجليزية)